# Nuevo Casas Grandes
Nuevo Casas Grandes é uma cidade e sede do município de Nuevo Casas Grandes, no norte do México. Está localizada na parte noroeste do estado de Chihuahua, no rio Casas Grandes ou San Miguel, situado em um vale amplo e fértil na Mesa del Norte de 4.000 pés de altitude, no platô do México. Perto está o Sierra Madre Ocidental. 

## Demografia
Em 2010, a cidade de Nuevo Casas Grandes tinha uma população de 55.553, contra 50.863 em 2005. A cidade foi fundada na década de 1870. Nuevo Casas Grandes recebeu o nome de outra cidade a cerca de 1,6 km de distância, chamada Casas Grandes. Uma estação de trem foi construída nessa área e logo as pessoas migraram para perto dela. Muitos dos habitantes da região eram de grupos étnicos nativos americanos intimamente relacionados aos do sudoeste americano. 

## Cidades-irmãs
Nuevo Casas Grandes tem duas cidades-irmãs : 
- Colorado Springs, Colorado
- Fallon, Nevada